# Rulandské šedé

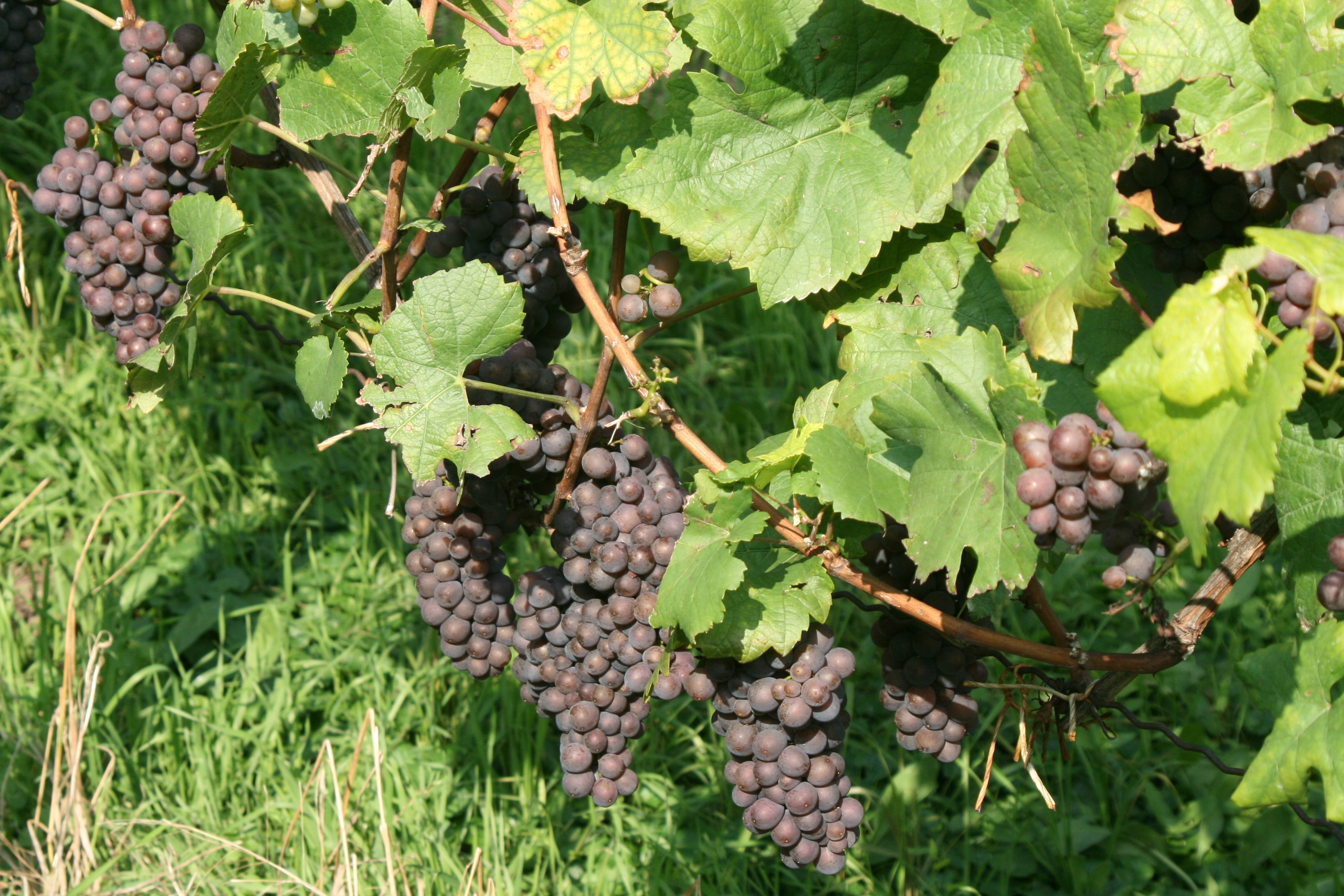
Hrozny a listy odrůdy Rulandské šedé

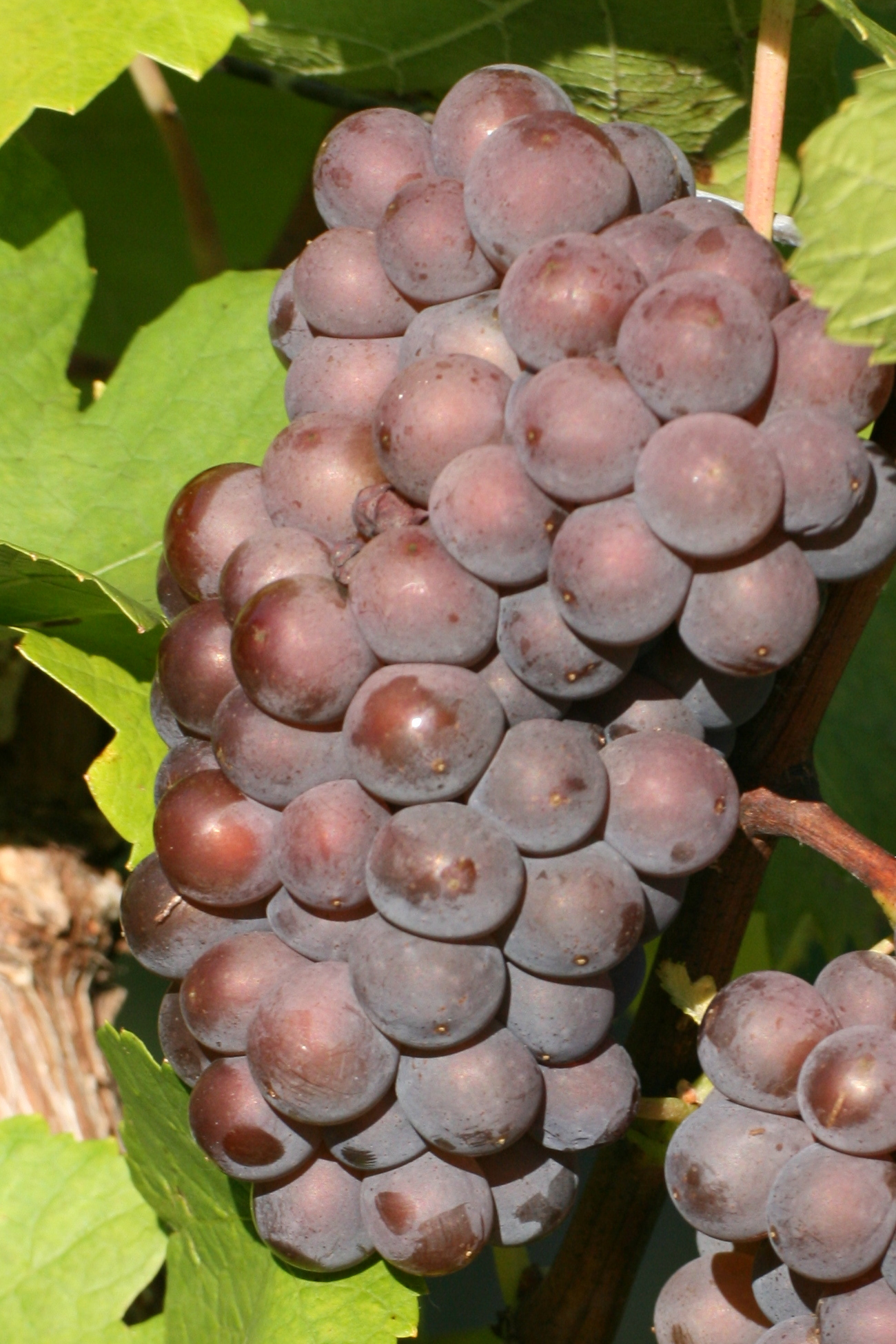
Hrozen odrůdy Rulandské šedé

Rulandské šedé (zkratka RŠ, mezinárodně používaný název Pinot Gris) je starobylá moštová odrůda, révy vinné (Vitis vinifera), pocházející pravděpodobně z oblasti Burgundska, spontánní pupenová mutace odrůdy Rulandské modré (Pinot Noir).

## Popis
Réva vinná (Vitis vinifera) odrůda Rulandské šedé je jednodomá dřevitá pnoucí liána dorůstající v kultuře až několika metrů. Kmen tloušťky až několik centimetrů je pokryt světlou borkou, která se loupe v pruzích. Úponky révy jsou průměrně dlouhé, umožňují této rostlině pnout se po pevných předmětech. Růst je středně bujný s polovzpřímenými až vodorovnými letorosty. Včelka je hustě ochlupená až plstnatá, okraje vrcholových lístků letorostu jsou intenzívně červené. Vrcholek letorostu je otevřený, světle zelený, slabě pigmentovaný antokyaniny, středně silně až silně bíle vlnatě ochmýřený až plstnatý. Internodia a nodia jsou zelená s hnědočervenými pruhy, takřka lysá, pupeny jsou průměrně pigmentované antokyaniny. Mladé lístky jsou žluté, slabě pigmentované antokyaniny, slabě pavučinovitě ochmýřené. Zimní pupeny jsou malé, tupé. Jednoleté réví je zploštělé, poměrně tenké, žlutoohnědé barvy s nafialovělým odstínem, dobře vyzrává.
List je středně velký, širší než delší, s hluboko síťovitě zvlněným povrchem, tvar čepele je okrouhlý, list je tří- až pětilaločnatý s mělkými až středně hlubokými horními bočními výkroji, většinou s oblým dnem. Vrchní strana čepele listu je středně puchýřnatá, sytě zelená, spodní je hladká až velmi slabě plstnatě ochmýřená, okraj listu je drobně zoubkovaný, řapík listu je krátký až středně dlouhý, delší než medián listu, mírně narůžovělý, žilnatina v okolí připojení řapíku je takřka bez pigmentace antokyaniny, řapíkový výkroj je otevřený, lyrovitý až tvaru „V“. Na podzim se list barví do žluta.
Oboupohlavní pětičetné květy v hroznovitých květenstvích jsou žlutozelené, samosprašné. Plodem jsou malé (7–15 mm, 1–1,3 g), okrouhlé až mírně vejčité bobule nejednotné velikosti, s výrazným voskovým povlakem, slupka je tenká až středně pevná, barva bobule je šedorůžová až modravě šedá, dužina je bez zabarvení, šťavnatá a rozplývavá, sladké, neutrální chuti. Stopečky bobulí jsou krátké, obtížně oddělitelné. Semeno je hruškovitého tvaru, středně velké, hnědé, se zahnutým zobáčkem. Hrozen je malý až středně velký (8–11 × 6–7 cm, 80–120 g), krátce válcovitý, velmi hustý, kompaktní, zřídka s křidélky, s velmi krátkou, silnou a tvrdou, málo až průměrně lignifikovanou stopkou.

## Původ a rozšíření
Rulandské šedé je starobylá francouzská moštová odrůda vinné révy (Vitis vinifera), spontánní, pupenová mutace odrůdy Rulandské modré (Pinot Noir). Odrůda pravděpodobně vznikla v Burgundsku, odkud se rozšířila po celé Francii, zvláště do oblasti Champagne. Do Maďarska se dostala již ve 14. století, stejně tak do Čech, spolu s odrůdou Rulandské modré.
Celá skupina odrůd Pinot, tzv. burgundských odrůd, zřejmě pochází právě z Burgundska a je dnes rozšířena po celém světě. K tradičním oblastem pěstování odrůdy Rulandské šedé patří samozřejmě Francie, odrůda je zde pěstována v Alsasku, v Burgundsku a v oblasti Moselle, roku 2008 celkově na 2.452 hektarech, jsou zde k dispozici tři registrované klony. V Německu byla roku 2007 pěstována na 4.413 ha, tedy na více než 3 % plochy vinic, v Rakousku na 300 ha, v Austrálii na 2.469 ha, na Novém Zélandu na 1.146 ha, ve Švýcarsku na 172 ha, na Slovensku na 100 ha, celkem bylo odrůdou osazeno roku 2005 cca 15.000 ha.
Do Státní odrůdové knihy České republiky byla odrůda zapsána od roku 1941 do roku 1993 pod názvem Burgundské šedé, od roku 1993 pod názvem Rulandské šedé. Název Burgundské šedé se musel změnit na základě rozhodnutí soudu v Haagu, vycházejícího z mezinárodní lisabonské dohody na ochranu označení původu a tehdejšího nesouhlasu vinařské veřejnosti s daleko vhodnějším názvem Pinot Gris, který má odrůda v celém vinařském světě. Je zapsána též v Listině registrovaných odrůd na Slovensku. V České republice je pěstována ve všech podoblastech obou vinařských oblastí, roku 2007 byla vysazena na 703 ha, největší rozlohy vinic s touto odrůdou jsou ve Velkopavlovické podoblasti na Moravě. Podíl vinic s touto odrůdou činil v ČR roku 1999 asi 1,6 %, roku 2010 již 4,3 %, před 65 lety to bylo pouhých 0,5 %. Průměrné stáří vinic této odrůdy v roce 2005 činilo v Česku 11 let. Udržovateli odrůdy v ČR jsou Ampelos-Šlechtitelská stanice vinařská Znojmo, Ing. Alois Tománek, Ing. Miloš Michlovský, CSc., Šlechtitelská stanice vinařská Polešovice a Šlechtitelská vinařská stanice Velké Pavlovice.

## Název
V Německu svého času rozšiřoval odrůdu Johann Seger Ruland ze Speyeru, který v roce 1711 našel několik keřů ve zpustlé zahradě ve Falci a dále je namnožil a selektoval. Odrůda od té doby nese jeho jméno nejen v Německu, ale i v Česku. Označení Rulandské šedé v češtině není příliš vhodné, protože se tato odrůda v Česku pěstovala již dávno před narozením pana Rulanda. V Maďarsku se například nazývá Szürkebarát, v překladu „šedý mnich“, podle mnichů cisterciáků, kteří na přání císaře Karla IV. vysadili odrůdu u Balatonu. V Alsasku byla nazývána Tokay do roku 2007. Původní český název je Roučí šedé. V České republice je povoleno uvádět na etiketě i název Pinot Gris.
Mezinárodní název skupiny „Pinot“ vychází z francouzského slova „pin“, v překladu „pinie, borovice“. Hrozen odrůd této skupiny je totiž poměrně malý a velmi kompaktní, svým vzhledem opravdu může připomínat šišku borovice pinie. Přídomek „gris“, česky „šedý“, označuje barvu bobulí.
Další, lokálně používaná synonyma odrůdy Rulandské šedé jsou : Пино гри, Пино серый, Рыжик, Токай эльзасский, Сюрке барат, Гресу Клевнер, Руландер, Токайер (vše Rusko), Affumé, Anche Cendrée, Arnaison Gris, Arnoison Gris, Aserat, Auvergnas Gris, Auvergne Gris, Auvernas Gris, Auvernat Gris (Orléans), Auvernet, Auxerrat, Auxerrois Gris, Auxois, Baratszinszölö, Bayonner, Beurot, Biliboner, Blauer Riesling, B. Traminer, Borgogna Grigio, Bureau, Burgundac Sivi, Burgunder Roter, Burgundske Sive, Burot, Casper, Champagner, Claevner Roth, Cordelier Gris, Cordonnier Gris, Crvena Klevanjka, Druher, Drusen, Drusent, Druser, Edelclaevner, Edelklevner, Enfumé, Faultraube, Fauvet, Friset, Fromenteau Gris, Fromentot, Grau Clevnet, Grauclevner, Grauburgunder, Graue Burgunder, G. Savoyertraube, Grauer Claevner, G. Klevner, G. Mönch, G. Riesling, G. Ruländer, G. Tokayer, Grauklaeber, Grauklaevner, Grauklevner, Gris Commun, G. Cordelier, G. de Dornot, Griset, Hamsas Szollo, Hamuszölö, Hamvas Szölö, Kapuzinerkutten, Klebroth, Kleiner Traminer, Kleingrau, Klevanjka, Klevanjka Crvena, Klevner Rot, Levrant, Levraut, Malvasier Grau, Malvoisie (Pays de Loire, Savojsko), Mauserl, Mausfarbe, Mönch grau (Rakousko), Molvoisie Valais, Moréote Gris, M. Gris Rouge, Murys, Muscade, Musler, Noirien Gris, Ouche Cendrée, Petit Gris, Pineau Cendrée, P. Gris, Pino Gris (Bulharsko), Pino Seryi (Rusko), Pinot Beurot (Burgundsko, Pays nantais, Itálie), P. Burot, P. Cendré, P. Franc, Pinot Gris, P. Grigio (Itálie), P. Seryi, P. Sivi (Chorvatsko), Piros Kisburgundi, Pirosburgundi, Pyzhik, Rauchler, Rauländer, Raulander, Rehfahl, Reilander, Rheingau, Rheingrau, Rheintraube, Riesling Grau, Rohlander, Rolander, Rollander, Rolönder Drusen, Roter Burgunder, R. Clewner, R. Klevner, Rothe Savoyertraube, Rother Claevner, R. Clevner, R. Clewner, R. Drusen, R. Klaevener, R. Klaevner, R. Klevner, R. Rulander, Rothfränkisch, Roučí šedé, Rülander, Rülender, Ruländer Sivi, Rulanda, Rulandac Sivi, Ruhlandi, Ruländer, Ryjik, Ryzik, Schieler, Speierer, Speirer, Speyeren, Speyerer, Speyrer, Stahler, Strahler, Szürke Kisburgundi, S. Klevner, Szürkebarát, Tockay Gris, Tockayer, Tokay, Tokay d'Alsace, Tromenteau Gris, Valais, Viliboner, Villibroner, Vinum Bonum, Wilibroner, Železňák.

## Příbuzné odrůdy
Do skupiny odrůd Pinot jsou řazeny vedle odrůd Pinot Blanc (Rulandské bílé), Pinot Gris (Rulandské šedé) a Pinot Noir (Rulandské modré) dále ještě odrůdy Pinot Meunier (Mlynářka), Pinot Précoce Noir (Jakubské), Auxerrois Blanc a Chardonnay. Na Novém Zélandu je registrována ještě odrůda Pinot Blanc Hatif, která je, dle názvu, ranějšího zrání než odrůda Rulandské bílé.

## Pěstování
Letorosty vyzrávají na 90 %, plodnost dřeva je 52 %, počet hroznů na výhon 0,8–1,6. Z podnoží je vhodná 125 AA a pro velmi dobré půdní podmínky SO-4 a T 5C, K 5BB naopak není vhodná. Zvláště vhodné je vysoké vedení s řezem na dlouhé tažně, kdy se dosahuje vyššího obsahu kyselin v hroznech, což přispívá k harmonii vína. Zatížení bývá 10 až 12 oček na m². Výnos je střední, (7) 9 až 11 t/ha, přičemž neselektované keře mají výnos podstatně nižší. Výnos snižuje i sprchávání. Cukernatost bývá většinou přes 20 °NM (19–24 °NM), ve vhodných letech poskytuje surovinu k produkci vína v jakosti výběr z hroznů. Kyseliny mají hodnotu v rozmezí 8 až 10 g/l.

### Fenologie
Doba rašení oček je raná, v polovině dubna, kvete také poměrně brzy, ve 2. dekádě června, zaměkání bobulí začíná ve 2. dekádě srpna, sklizňová zralost začíná od konce září do poloviny října, dříve než u Rulandského bílého, hrozny mají také vyšší cukernatost a nižší aciditu. Vegetační cyklus odrůdy trvá 130–150 dní při sumě aktivních teplot (SAT) 2600–2800 °C.

### Choroby a škůdci
Proti napadení houbovými chorobami je odrůda průměrně odolná, napadána bývá plísni révovou (Plasmopara viticola) i padlím révovým (Uncinula necator), odolnost proti škůdcům je v běžných mezích. Jemná slupka bobulí bývá v deštivém počasí často napadána plísní šedou (Botrytis cinerea). Proti poškození zimními mrazy je průměrně odolná (do −20 °C), navíc réví dobře regeneruje, pro rané rašení ji mohou poškozovat jarní mrazy. V hustých výsadbách v nepříznivých letech hrozí nebezpečí sprchávání hroznů.

### Poloha a půdy
Rulandské šedé vyžaduje dobré polohy, i když není tak náročné jako Ryzlink rýnský nebo Rulandské bílé. Velmi vhodné jsou teplé jižní a jihozápadní svahy. Extraktivní látky se tvoří zvláště v hlubokých, dostatečně vododržných a výživných hlinitých půdách s vyšším obsahem CaCO3, odrůda nesnáší mělké a písčité suché půdy.

## Víno

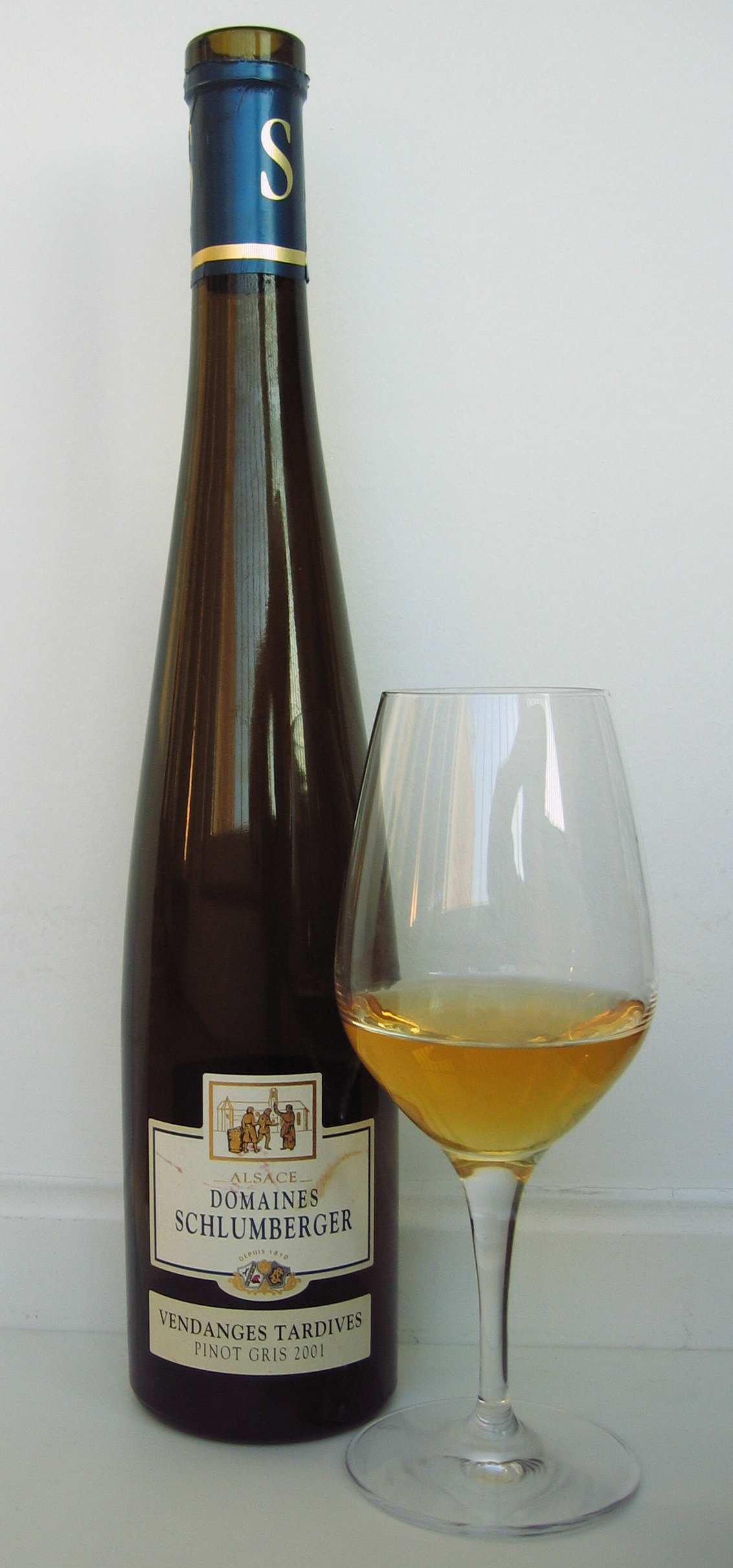
Typická alsaská láhev „flétna“ s odrůdovým vínem

Od vín „Rulandy šedé“ se očekává plnost, hebkost, vysoký extrakt, pomerančové tóny ve vůni spojené s dojmy medovosti a mírnější chlebnatosti. K dosažení typických charakteristik je nutná vyzrálost alespoň na stupeň pozdního sběru a výše. Pak se objevuje ve vínech i vyšší obsah alkoholu a glycerolu, čímž se do jisté míry napodobuje sladký vjem, který spolu se skutečným zbytkem cukru vyrovnává převahu alkoholu nad kyselinami. Jejich obsah je nutné při vinifikaci bedlivě hlídat, podobně jako barevný tón vín, který může při nedostatečně rychlém zpracování šedomodrých hroznů vytvořit až růžový odstín. Výběry z hroznů a bobulí lze při dostatečném obsahu kyselin zařadit mezi bílá vína nejvyšší jakosti, a to za předpokladu dostatečně vysokého extraktu. Naproti tomu přišli Italové s myšlenkou dobýt některé evropské trhy lehkým, svěžím a jemně aromatickým „Pinot grigio“ z vysokých sklizní v oblasti Veneto a výborně uspěli u mladých lidí, zejména v Německu.
Rulandské šedé se v menší míře rozšířilo i v zámoří, odkud přicházejí vína výrazně ovocných vůní. V některých oblastech, jako je například rumunský Murfatlar, Krym a Bádensko se získávají pozdní sběry s vysokým zbytkem nezkvašeného cukru. Vína pak mají chlebnaté tóny připomínající tokajské výběry. Z tohoto důvodu se používalo v Alsasku dlouho pro odrůdu synonymum Tokyaer.
Charakteristická vína RŠ jsou zlatožlutá (někdy s již zmíněným růžovým tónem), neutrální vůně s ovocnými tóny, chuť je plná, hebká, s vysokým extraktem, s vyšším obsahem glycerolu a alkoholu, víno je harmonické, vláčné, s utlumeným působením kyselin, dochuť je dlouhotrvající. Ve vůni a chuti můžeme hledat pomeranč, grapefruit, meruňky, oříšky a med, kouřové a máselné tóny, koření, botrytické tóny, chlebnatost, jablka, hrušky, mango, květiny, kozí pysk, ale i kakao, vanilku či včelí vosk. Vína vyšších přívlastků mohou svým projevem někdy připomínat až tokajské výběry. Odrůdová vína jsou vhodná k archivaci, mohou několik let vyzrávat.

## Stolování
Vína Rulandského šedého doprovázejí nejčastěji hutná a kořeněná jídla nebo rybí speciality, těžší úpravy drůbeže či hustší polévky. Sladké výběry jsou vhodné k dezertům.

### Multimédia
- Ing. Radek Sotolář : Multimediální atlas podnožových, moštových a stolních odrůd révy, Mendelova zemědělská a lesnická universita Brno, zahradnická fakulta v Lednici
- Martin Šimek : Encyklopédie všemožnejch odrůd révy vinné z celýho světa s přihlédnutím k těm, co již ouplně vymizely, 2008–2012